# برایانا سالاز
برایانا سالاز (به انگلیسی: Bryana Salaz) (زاده ۲۵ اوت ۱۹۹۷) بازیگر و خواننده آمریکایی است.
او در مجموعه تلویزیونی نگهبانان شیردل بازی کرده است.